# 福島観光自動車
福島観光自動車株式会社（ふくしまかんこうじどうしゃ）は、福島県郡山市に本社を置く運輸業者。福島県の中通り・会津地方を中心に貸切バス事業、タクシー事業などを行う。
日本バス協会傘下の公益社団法人福島県バス協会会員。全国ハイヤー・タクシー連合会傘下の一般社団法人福島県タクシー協会会員。全国旅行業協会会員。
貸切バス事業者の武蔵観光株式会社（本社：埼玉県熊谷市）は兄弟会社にあたる。武蔵観光の創業者が、福島県に進出して創業した。

## 事業所
事業所所在地は以下のとおり。いずれも福島県内に所在。
- 本社 - 郡山市横塚2丁目1-3
- 二本松営業所 - 二本松市槻木17-1
- 福島営業所 - 福島市渡利字山ノ下15-1
- 会津中央営業所 - 会津若松市東栄町8-27

## 車両運行管理業務
下記法人・団体にて車両運行管理業務請負の実績がある。
- 太田総合病院
- 総合南東北病院（送迎バス・医師送迎用ハイヤー）
- 福島県立あぶくま支援学校（スクールバス）
- 福島県立たむら支援学校（スクールバス）
- 福島県立大笹生支援学校（スクールバス）
- 郡山市立西田学園義務教育学校（スクールバス）
- 小原田幼稚園（学校法人小原田学園、スクールバス）

## 車両
保有車両は、バス部門は日野自動車製・三菱ふそうトラック・バス製、タクシー部門はトヨタ自動車製で統一している。
車体色は、バス車両は白地の車体に、側面に紫色と青色の曲線ラインと社名の英字ロゴが描かれる。タクシー・ハイヤー車両は黒色・銀色などのメーカー純正色を用いる。

### 車種
保有車種は以下のとおり。
バス部門
- 日野・セレガ（2代目）（ハイデッカー、スーパーハイデッカー）
- 日野・セレガショート（9m中型車）
- 日野・セレガR
- 日野・メルファ7（7m小型車）
- 日野・リエッセII（マイクロバス）
- 三菱ふそう・エアロクィーン（3代目）（スーパーハイデッカー）
- 三菱ふそう・エアロエース（3代目）（ハイデッカー）
- エアロエース ショートタイプMM（9m車）
- 三菱ふそう・ローザ（4代目）（マイクロバス、4WD車）

タクシー部門
- トヨタ・クラウンマジェスタ（ハイヤー）
- トヨタ・ジャパンタクシー（タクシー）
- トヨタ・ハイエース（ジャンボタクシー）

### 保有台数
- 2021年度（令和3年度）実績では、国土交通省に以下のバス車両の配属を届け出ていた。
  - 本社 - 32台（大型20台、中型4台、小型8台）[7]
  - 福島営業所 - 5台（大型4台、中型1台）[8]
  - 二本松営業所 - 7台（大型3台、中型1台、小型3台）[9]

## 関連会社
- 武蔵観光株式会社 - 埼玉県熊谷市末広3丁目11番19号（貸切バス事業）[4][5]
- 協同貨物自動車株式会社 - 埼玉県秩父郡皆野町大字皆野558番16（貨物自動車運送業）[5]
- 秩父観光自動車株式会社 - 埼玉県秩父郡皆野町大字皆野971番地（タクシー事業）[5]
- 株式会社秩父中央自動車学校 - 埼玉県秩父市大字大野原1453番地（自動車教習所）[5]
- 安全自動車工業株式会社 - 埼玉県秩父郡皆野町大字皆野504（自動車整備業）[5]